# Králičí ostrov
Králičí ostrov (także: Hadí ostrov) – wyspa w Czechach na Zbiorniku Lipnowskim (południowa część jeziora) w kraju południowoczeskim. Powstała wraz ze zbiornikiem w latach 1952-1959.
Wyspa ma w przybliżeniu 700 m² i znajduje się około 400 metrów od portu jachtowego w Lipnie nad Vltavou. Jest z tego względu bardzo popularnym celem turystycznym. Od kwietnia do listopada na wyspie wypuszczało się około trzydziestu królików domowych, które przyzwyczajone były do obecności ludzi. Można było je karmić i głaskać. Pomysł umieszczenia zwierząt na zaniedbanej wyspie i przyciągnięcia tam turystów wyszedł od burmistrza Lipna nad Vltavou, Zdenka Zídka. Oprócz królików na wyspie żyły świnki morskie. W sierpniu 2020 zwierzęta zostały zabrane z wyspy z uwagi na zranienie części z nich przez ludzi, a także podrzucanie na wyspę własnych, niechcianych zwierząt. 